# 岩野田村
岩野田村（いわのだむら）は、かつて岐阜県山県郡に存在した村である。
現在の岐阜市北部に該当し、山県市の南にあたる。鳥羽川沿いの地域である。
村名の由来は、岩野田村の前身となった「岩崎村」「粟野村」「三田洞村」から一字ずつとった、合成地名である。
かつては農村地帯であったが、岐阜市に編入後、三田洞団地の造成や岐阜薬科大学や岐阜県自動車運転免許試験場岐阜試験場の移転、岐阜三田高等学校の開設により発展している。

## 歴史
- 江戸時代末期、岩崎村は天領、その他の村は高富藩領であった。
- 1897年（明治30年）4月1日[1] - 岩崎村、粟野村、三田洞村は方県郡から山県郡に編入される。
- 1897年（明治30年）4月1日 - 岩崎村、粟野村、三田洞村が合併して岩野田村となる。
- 1949年（昭和24年）7月1日 - 岩野田村が岐阜市に編入され、岩野田村は消滅する。

## 交通
- 名古屋鉄道高富線
  - 下岩崎駅、戸羽川駅、三田洞駅、粟野駅、高富駅[2]

## 学校
- 岩野田村立岩野田小学校（現・岐阜市立岩野田小学校）
- 岩野田村立岩野田中学校（現・岐阜市立岩野田中学校）

## 旧跡・観光など
- 法華寺（三田洞弘法）
- 大龍寺（だるま観音）
- 眉山
- 百々ヶ峰